# Maurice Chappaz
Maurice Chappaz (Losanna, 21 dicembre 1916 – Martigny, 15 gennaio 2009) è stato un poeta e scrittore svizzero ha pubblicato più di 40 libri e ha vinto numerosi premi letterari, tra cui il più importante riconoscimento del suo paese, il Grand Prix Schiller, nel 1997..
Nato a Losanna ha trascorso la sua infanzia tra Martigny e l'abbazia di Le Châble, nel cantone svizzero del Vallese. Nato da una famiglia di avvocati, nipote del segretario di Stato vallesano Maurice Troillet, studiò alla Saint-Maurice Abbey High School, poi si iscrisse alla facoltà di giurisprudenza all'Università di Losanna, ma lasciò presto per studiare letteratura alla Università di Ginevra, che lasciò anch'essa qualche mese dopo.

Chappaz pubblicò il suo primo testo Un homme qui vivait couché sur un banc nel decembre 1939 incoraggiato da Charles-Ferdinand Ramuz e Gustave Roud.

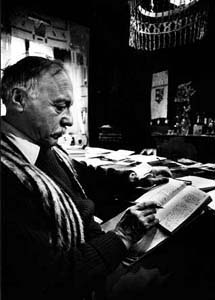
1983

A partire dall'estate del 1940 con la seconda guerra mondiale dovette pattugliare i confini svizzeri e pubblicò numerosi testi nella rivista Lettres che sarebbero stati raccolti nel 1944 in Les Grandes journées de printemps, acclamati da Paul Éluard. Nel 1942 incontrò S. Corinna Bille, la figlia del pittore Edmond Bille, che avrebbe sposato nel 1947 e con la quale avrebbe avuto tre figli, Blaise, Achille e Marie-Noëlle. Dopo la morte di Corinna nel 1979, si risposò nel 1992 con Michène Caussignac, vedova dello scrittore di viaggi Lorenzo Pestelli.
Dopo la fine della seconda guerra mondiale Maurice Chappaz viaggiò in Europa. Senza fissa occupazione e desiderio di dedicare il suo tempo alla scrittura, divenne un corrispondente di stampa occasionale mentre gestiva la vigna di suo zio nel Vallese. 
Nel 1953 la pubblicazione del Testament du Haut-Rhône incoronò una ricerca poetica di dieci anni. Il libro notato da Charles-Albert Cingria fu un successo (il suo autore ottenne il premio Rambert), tuttavia il poeta fu costretto a ripensare se stesso e fu gettato in una profonda disperazione.  Per vedere il mondo da una nuova prospettiva, decise di unirsi al cantiere della Grande Dixence, dove avrebbe lavorato come geometra-assistente. Questa esperienza lo avrebbe riconciliato con la poesia e il suo esito sarebbe il Chant de la Grande Dixence (scritto nel 1959 e pubblicato nel 1965). Successivamente sarà seguito da Portrait des Valaisans in Légende et en Vérité (1965), Office des Morts (scritto nel 1963 e pubblicato nel 1966) o Tendres Campagnes (scritto nel 1962 e pubblicato nel 1966).
Negli anni '70 la stampa e la popolazione vallesana furono divise sulla pubblicazione del suo libro Les Maquereaux des cimes blanches, un opuscolo contro l'industria turistica che provoca il caos nel Vallese. In quell'occasione gli studenti di Saint-Maurice avrebbero scritto "Vive Chappaz" (Viva Chappaz) in enormi maiuscole bianche sulla scogliera che domina l'abbazia.
Alla morte di Corinna Bille nel 1979, lasciò Veyras, dove si erano trasferiti nel 1957, e si stabilì nell'abbazia di Le Châble, che apparteneva a sua madre. Quindi pubblicò poesie che si alternano tra il burlesque e un tono mortale (A rire et à mourir, 1983), iniziò un diario di 6000 pagine, tenuto ininterrottamente dal 1981 al 1987, e scrisse un racconto e una prosa poetica che trattano del lutto (Octobre 79 e Le Livre de C., 1986).
Desideroso di pubblicare gli scritti inediti di sua moglie Corinna Bille, ereditati alla sua morte, e riprendendo la traduzione da Virgilio per le edizioni Gallimard (1987) e Idillio di Teocrito (1992), scrisse un quadro dell'antica civiltà alpina nel Vallese-Tibet (2000).
Nel 1997 Maurice Chappaz è stato insignito del Grand Prix Shiller e nello stesso anno gli è stato assegnato in Francia la Poetry Bourse Goncourt per tutto il suo lavoro. Nell'autunno 2001 Évangile selon Judas (Vangelo secondo Giuda), un racconto teologico fittizio, fu pubblicato da Gallimard.
Nel 2002 ha scritto un testo intitolato Lettre d'une forêt à l'autre che è stato pubblicato nella rivista d'arte Trou (numero n. 12); l'edizione principale (100 numeri numerati e firmati) conteneva un facsimile del manoscritto del suo discorso di ringraziamento per il titolo di Commandeur des Arts et des Lettres, consegnato a Martigny nell'autunno 2001 dall'ambasciatore francese.
L'ultimo libro pubblicato di Chappaz prima della sua morte è stato La Pipe qui prie et fume nel 2008.
Maurice Chappaz è deceduto il 15 gennaio 2009 all'ospedale di Martigny. La sua tenuta è archiviata nell'archivio letterario svizzero di Berna.

## Premi e riconoscimenti
- Grand Prix Académie Rhodanienne, 1948
- Prix Eugène Rambert, 1953
- Prix de la Ville de Martigny, 1966
- Prix de l'État du Valais, 1985
- Premio Schiller, 1997
- Bourse Goncourt de la poésie, 1997
- Grand Prix du Salon du livre de Montagne, Passy (France), 2000

## Opere
- Les Grandes Journées de printemps, Porrentruy, Aux portes de France, 1944, p. 56; rééd. Lausanne, Cahiers de la renaissance vaudoise, 1966, p. 71
- Grand Saint-Bernard, 80 photographies d'Oscar Darbellay, Lausanne, J. Marguerat, 1953, pp. 23, 80
- Testament du Haut-Rhône, Lausanne, Rencontre, 1953, p. 99; rééd. Lausanne, Cahiers de la renaissance vaudoise, 1966, p. 100; rééd. ill. par Gérard de Palézieux, Saint-Clément-de-Rivière, Fata Morgana, 2003
- Le Valais au gosier de grive, Lausanne, Payot, 1960, p. 77
- Chant de la Grande Dixence, Lausanne, Payot, 1965, p. 60
- Un homme qui vivait couché sur un banc, Lausanne, Cahiers de la renaissance vaudoise, 1966, p. 110
- Office des morts, Lausanne, Cahiers de la renaissance vaudoise, 1966, p. 79
- Tendres Campagnes, Lausanne, Cahiers de la renaissance vaudoise, 1966, p. 66
- Verdures de la nuit, Lausanne, Cahiers de la renaissance vaudoise, 1966, p. 53
- Le Match Valais-Judée, [2nd éd.], dessins d'Étienne Delessert, Lausanne, Cahiers de la Renaissance vaudoise, 1969, p. 207
- La Tentation de l'Orient : lettres autour du monde, Lausanne, Cahiers de la Renaissance vaudoise, 1970, p. 150
- Lötschental secret : les photographies historiques d'Albert Nyfeler, ill. d'A. Nyfeler, Lausanne, Éd. 24 heures, 1975, p. 155
- Les Maquereaux des cimes blanches, Vevey, B. Galland, 1976, p. 68
- Portrait des Valaisans : en légende et en vérité, [5th éd.], Vevey, B. Galland, 1976, p. 187
- Adieu à Gustave Roud, avec Philippe Jaccottet et Jacques Chessex, Vevey, B. Galland, 1977, p. 85
- Pages choisies : avec un inédit, préface d'Étiemble, Lausanne-Paris, A. Eibel-Ophrys, 1977, p. 282
- Poésie, préface de Marcel Raymond, Vevey-Paris, B. Galland-Payot, 1980
- À rire et à mourir : récits, paraboles et chansons du lointain pays, Vevey, B. Galland, 1983, p. 241
- Les Maquereaux des cimes blanches, précédé de La Haine du passé, Genève, Éd. Zoé, 1984, p. 99
- Journal des 4000, ill. de Claire Colmet Daâge, Briançon, Passage, 1985, p. 89
- Le Livre de C, [nouv. éd. revue], Lausanne, Éditions Empreintes, 1987, p. 151
- Le Garçon qui croyait au paradis, récit, Lausanne, Éd. 24 heures, 1989, p. 100
- La Veillée des Vikings, récits, Lausanne, Éd. 24 heures, 1990, p. 134
- Le Gagne-pain du songe : correspondance 1928–1961, M. Chappaz et Maurice Troillet, Lausanne, Éd. Empreintes, 1991, p. 283
- Journal de l'année 1984 : écriture et errance, postfaces de Marius Michaud et de Stéphanie Cudré-Mauroux, Lausanne, Éd. Empreintes, 1996, p. 240
- La Tentation de l'Orient : lettres autour du monde, M. Chappaz et Jean-Marc Lovay, préf. de Nicolas Bouvier, post. de Jérôme Meizoz, Genève, Éd. Zoé, 1997, pp. X–141
- Bienheureux les lacs, ill. de Gérard Palézieux, Genève, Slatkine, 1998, p. 108
- Partir à vingt ans, préf. de Jean Starobinski, Genève, La Joie de lire, 1999, p. 216
- Évangile selon Judas, récit, Paris, Gallimard, 2001, p. 167
- Le Voyage en Savoie : du renard à l'eubage, photos et réal. graphique Matthieu Gétaz, Genève, La Joie de lire, 2001, p. 94
- À-Dieu-vat !, entretiens avec Jérôme Meizoz, Sierre, Monographic, 2003, p. 221
- Se reconnaître poète ? : correspondance 1935–1953, M. Chappaz et Gilbert Rossa, éd. par Françoise Fornerod, Genève, Slatkine, 2007, p. 397
- La Pipe qui prie et fume, avec 26 reprod. de monotypes de Pierre-Yves Gabioud, Éd. Conférence, 2008, p. 200